# Cintractia mitchellii
Cintractia mitchellii är en svampart som beskrevs av Vánky 1997. Cintractia mitchellii ingår i släktet Cintractia och familjen Anthracoideaceae.   Inga underarter finns listade i Catalogue of Life.